# حدائق فورت وورث المائية

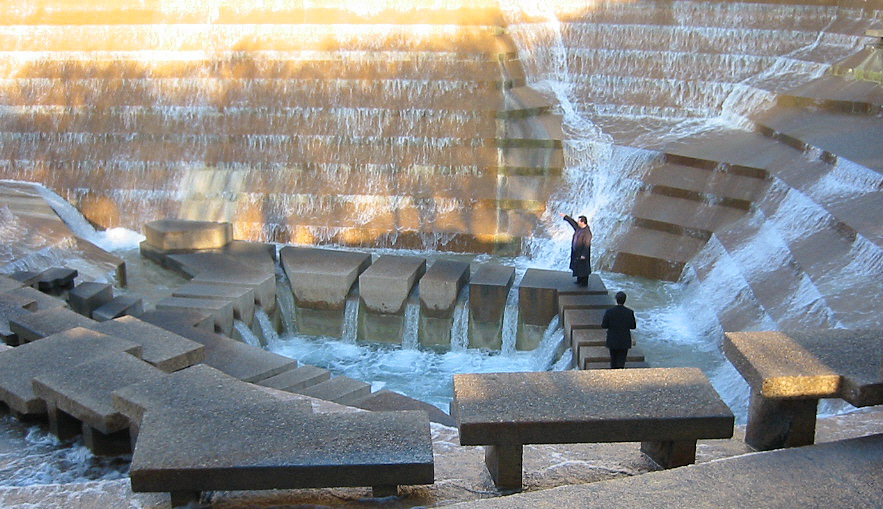
حدائق فورت وورث المائية

حدائق فورت وورث المائية، بنيت في عام 1974، على الطرف الجنوبي من وسط مدينة فورت وورث بين هيوستن والشوارع التجارية القادمة إلى مركز فورت وورث الاتفاقية. لاحظ 4.3 فدان (1.7 هكتار) وقد صممت الحدائق المائية التي كتبها نيويورك المعماريين فيليب جونسون وجون علم مثلث الشكل وكانت مخصصة لمدينة فورت وورث من مؤسسة كارتر G. آمون. وتوصف في كثير من الأحيان في الحديقة الحضرية بأنه «واحة التبريد في الغابة ملموسة» من وسط المدينة. نقطة تركيزه على ثلاثة أحواض المياه والربوة المدرجات، مما يساعد على حماية الحديقة من الطريق السريع المجاور 30. تجمع التأمل هادئة مطوقة بالأشجار وتحتوي على شقة، والطائرة لا تزال المياه التي تتدرج نحو 90 درجة وصولا إلى جسر للمشاة الغارقة. تجمع تهوية نوافير الرش ميزات متعددة. عامل الجذب الرئيسي للحدائق المائية هي تجمع النشط الذي المتتالية المياه 38 قدما (11 مترا) أسفل المدرجات والخطوات في بركة صغيرة في الجزء السفلي. كما يحتوي المتنزة أكثر من 500 نوع من النباتات والأشجار. بنيت أصلا تجمع النشطة للناس لتكون قادرة على السير في خطوات المدرجات وتجربة هبوط الماء من حولهم. وأغلقت مؤقتا للجمهور بعد أربعة أشخاص توفي هناك في 16 يونيو 2004. ثلاثة أطفال وأحد البالغين غرقوا بعد واحد من الأطفال سقطوا في حوض السباحة. كانت المياه العميقة على نحو غير عادي بسبب عطل مضخة إعادة تدوير والأمطار الغزيرة. اعيد فتح حديقة 4 مارس 2007 بعد أن تبذل أكثر أمنا من خلال الحد من عمق حوض السباحة الرئيسي في الفترة من 9 أقدام (2.7 متر) إلى 2 قدم (0.61 م). وقد تم تصوير جزء من تشغيل الفيلم لوغان في تجمع نشطة في الحدائق المائية في تموز 1975. هي واردة أيضا تجمع لفترة وجيزة في نهاية 1979 من التكيف مع التلفزيون والمخرطة السماء.